# Mohamed Liassine
Mohamed Liassine, né à le 27 octobre 1934 à Dellys, est un polytechnicien, homme politique et haut fonctionnaire algérien.

## Biographie

### Formation
Élève du lycée de Ben Aknoun où il obtient son baccalauréat en 1952, Mohamed Liassine est admis à l'École polytechnique en tant qu’élève français, en 1955.
Autorisé grâce à Bélaïd Abdessalam à poursuivre ses études malgré l'appel à la grève de l'Union générale des étudiants musulmans algériens (UGEMA), il n'est alors que ( Précision nécessaire), le troisième Algérien avec Salah Bouakouir à être diplômé de Polytechnique.

### Parcours professionnel
Au moment de l'indépendance de l'Algérie en 1962, il est désigné comme directeur de l'industrialisation ; il est à l'origine de la création de la Société nationale de sidérurgie (SNS)  dont il est directeur général durant de nombreuses années. Il devient ensuite ministre des Industries lourdes.
Mohamed Liassine revient au gouvernement comme directeur de cabinet de Bélaïd Abdessalam lorsque celui-ci est nommé Premier ministre.

## Postes occupés
- Directeur de l'industrialisation au ministère de l'Économie nationale : 1962-1964
- Directeur général de la Société nationale de sidérurgie : 1972-1977
- Ministre des Industries lourdes : 1977-1981
- Directeur de cabinet du Premier ministre : 1992-1993